# Ura e Mesit
Ura e Mesit je historický kamenný most v blízkosti vesnice Mes, zhruba 5 km severovýchodně od města Skadar na severu Albánie. Překonává řeku Kir.
Most je 108 m dlouhý, 3,4 m široký, 12,5 m vysoký. Středový oblouk mostu je vysoký až 18 m. Asi pět metrů severně od hlavního oblouku se most mírně vychyluje ze své osy. Vychýlení dosahuje hodnoty 14 °, stavitelé se tak chtěli vyhnout kamenům na říčním dně.

## Historie
Klasický kamenný most byl vybudován v dobách existence Osmanské říše, zhruba okolo roku 1770. Přesné záznamy o výstavbě mostu nejsou; stáří se předpokládá podle společných znaků s podobnými objekty z téže doby. O jeho zbudování se zasloužil místní osmanský paša Mahmud Bushati. Důvodem pro výstavbu bylo zajištění lepšího spojení na obchodních trasách mezi městy Skadar a Drisht na samém severu Albánie.
Výstavba mostu byla rozdělena do dvou fází. Nejprve byl vybudován centrální oblouk spolu s jedním přiléhajících. Později pak bylo dostavěno zbývajících menších 11 oblouků. V průběhu století byl most opuštěn a značně poničen působením zubu času. Obzvláště značné škody mu způsobily rozsáhlé povodně, které strhly několik oblouků na pravé straně mostu.
Most patří mezi turistické atrakce. Jako památka byl navštěvován již v dobách existence komunistické Albánie. V roce 2010 bylo v okolí mostu koryto řeky vyčištěno od odpadků a zřízeny informační tabule. Na západním předmostí se nachází frekventovaná ulice obestavěná domy.

## Galerie

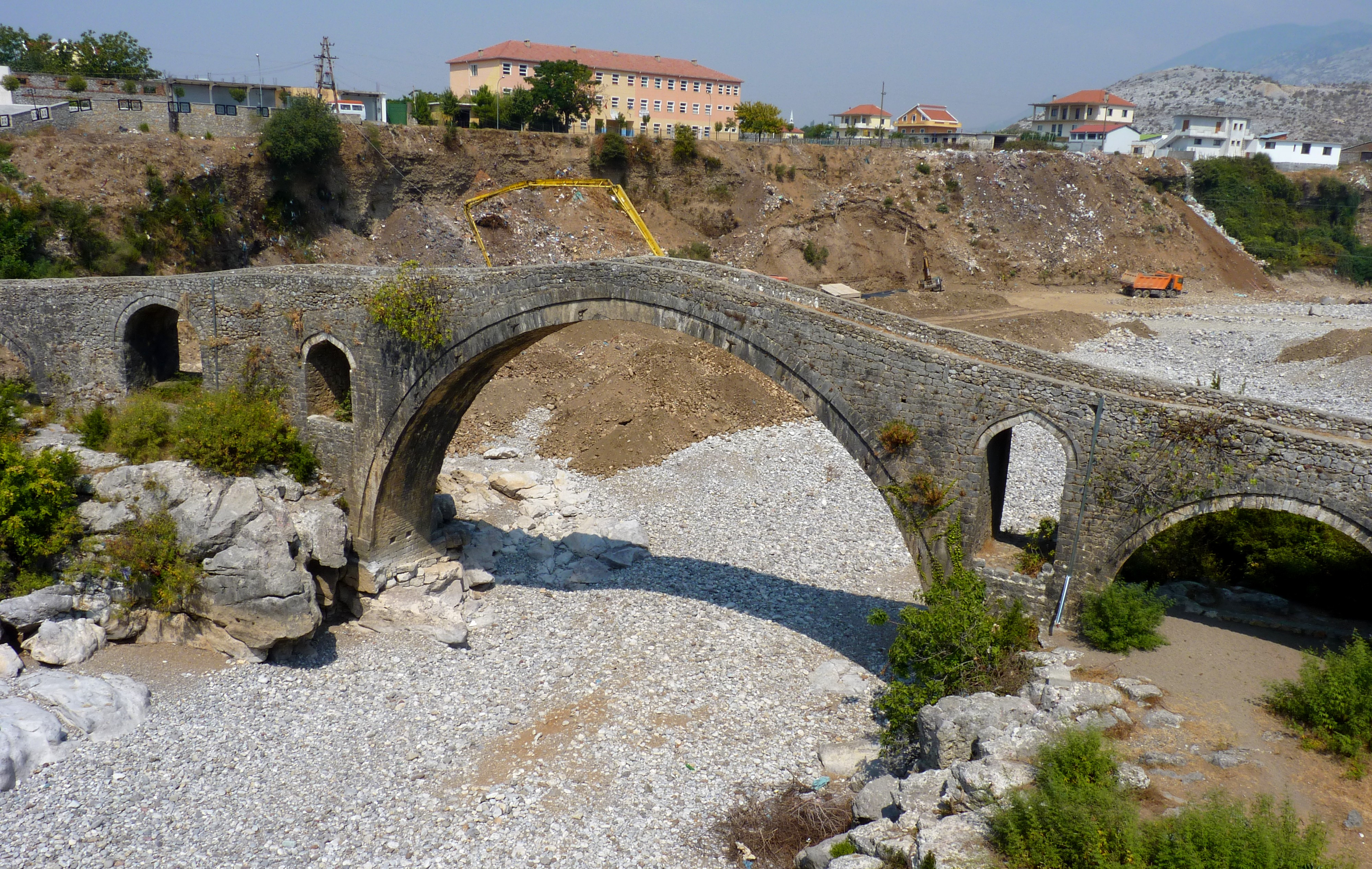
Oblouk nad vyschlým korytem řeky
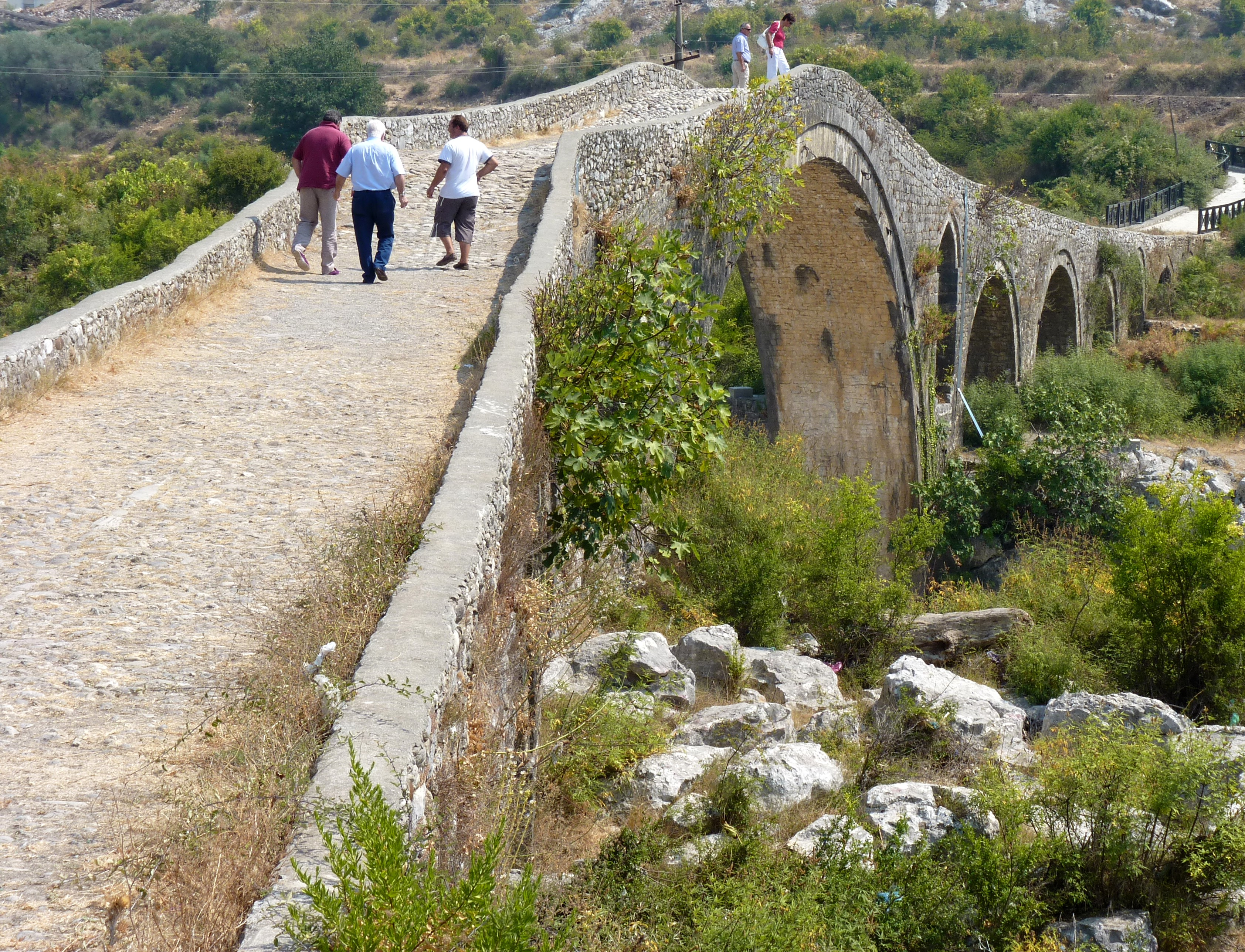
Mostovka
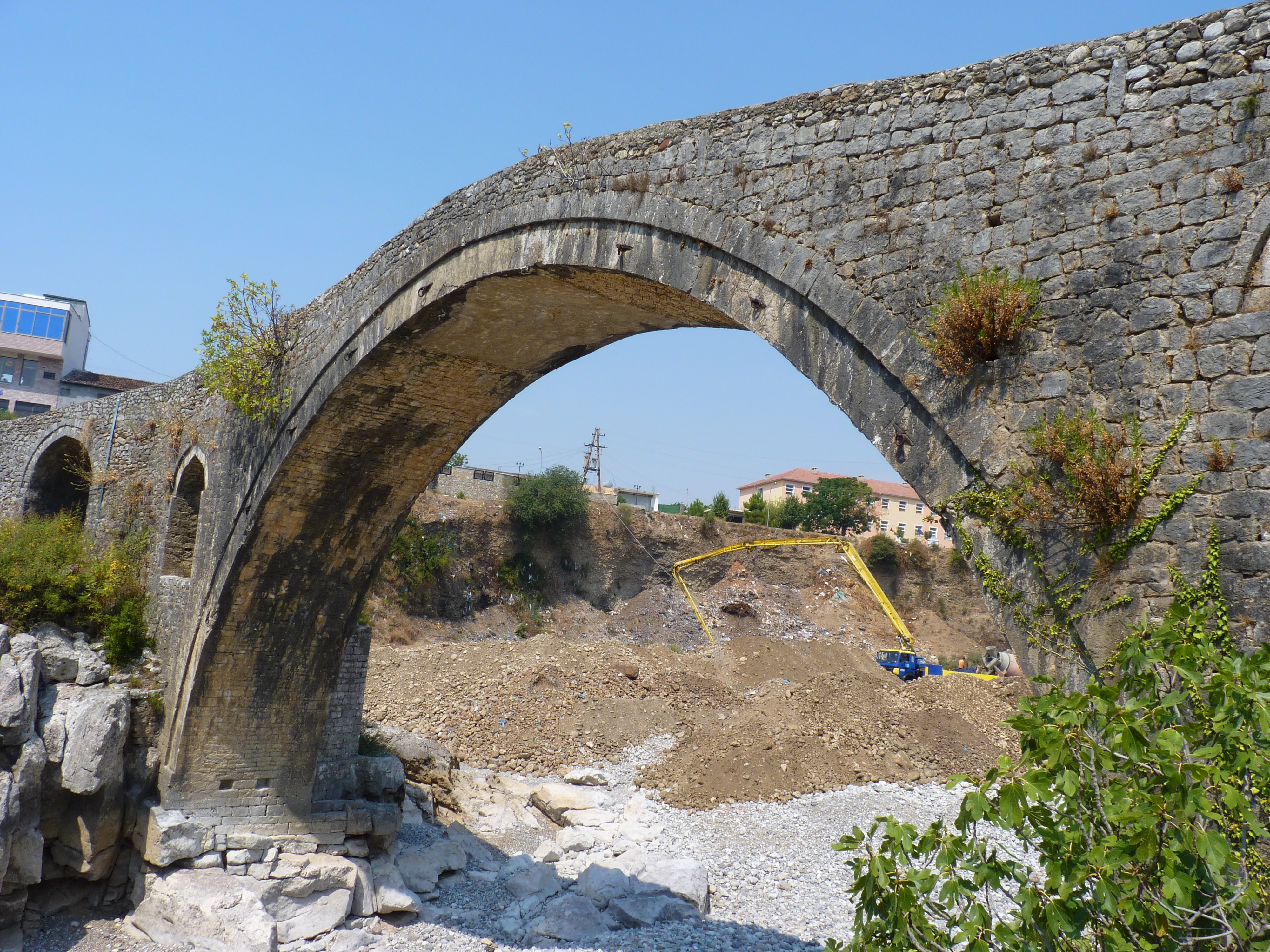
Hlavní oblouk mostu
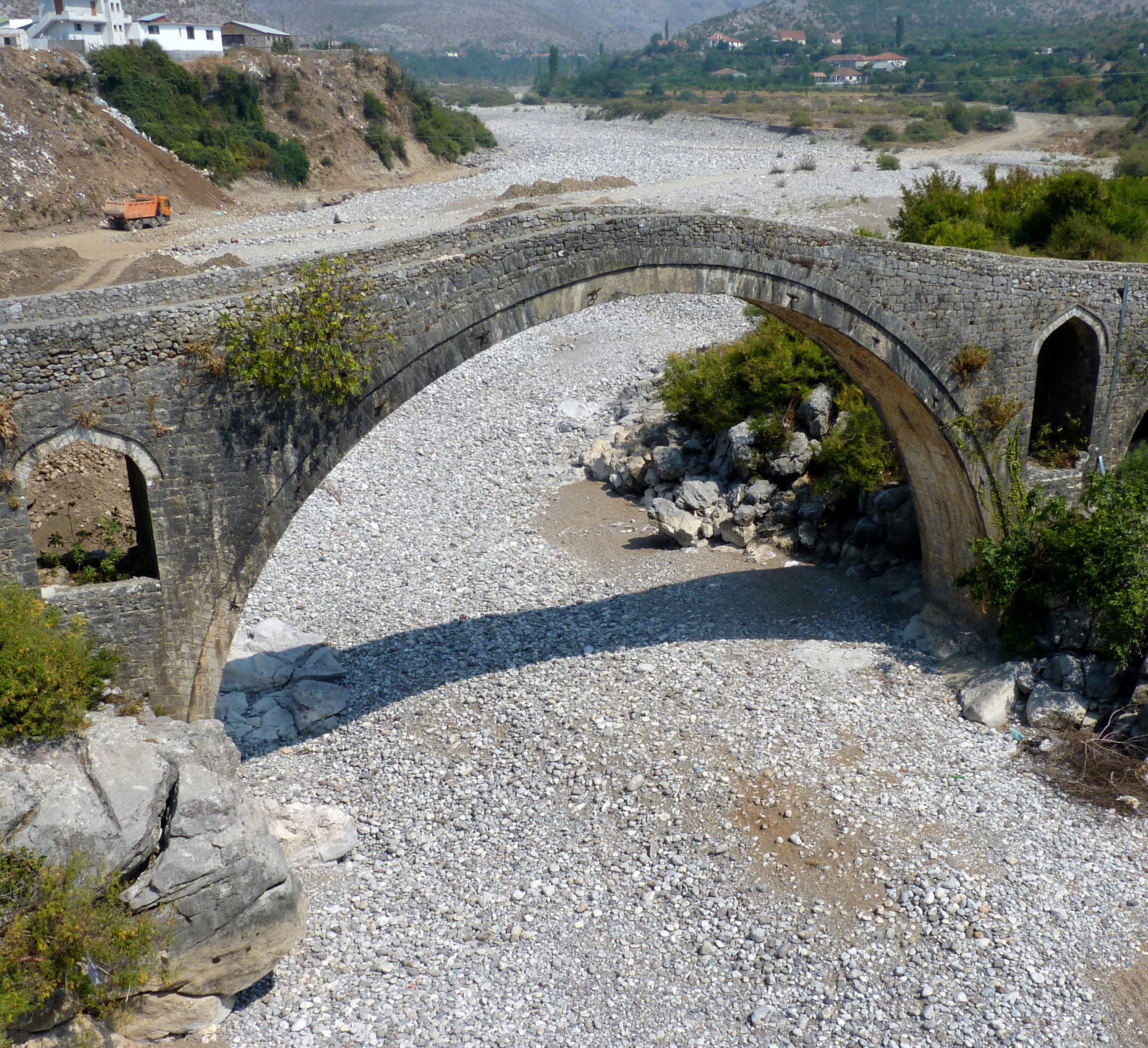
Hlavní oblouk mostu
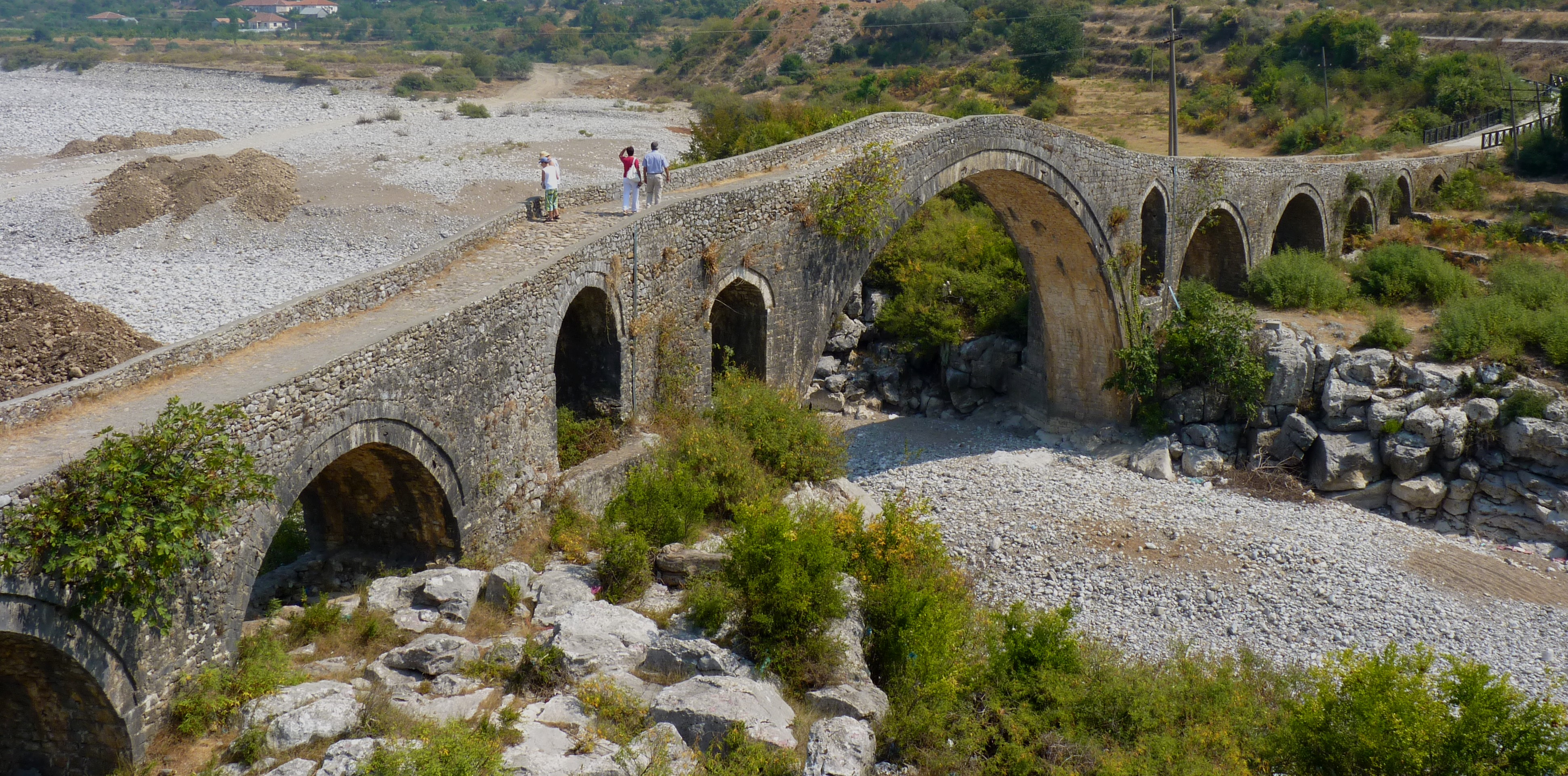
Celý most